# Nyotaimori

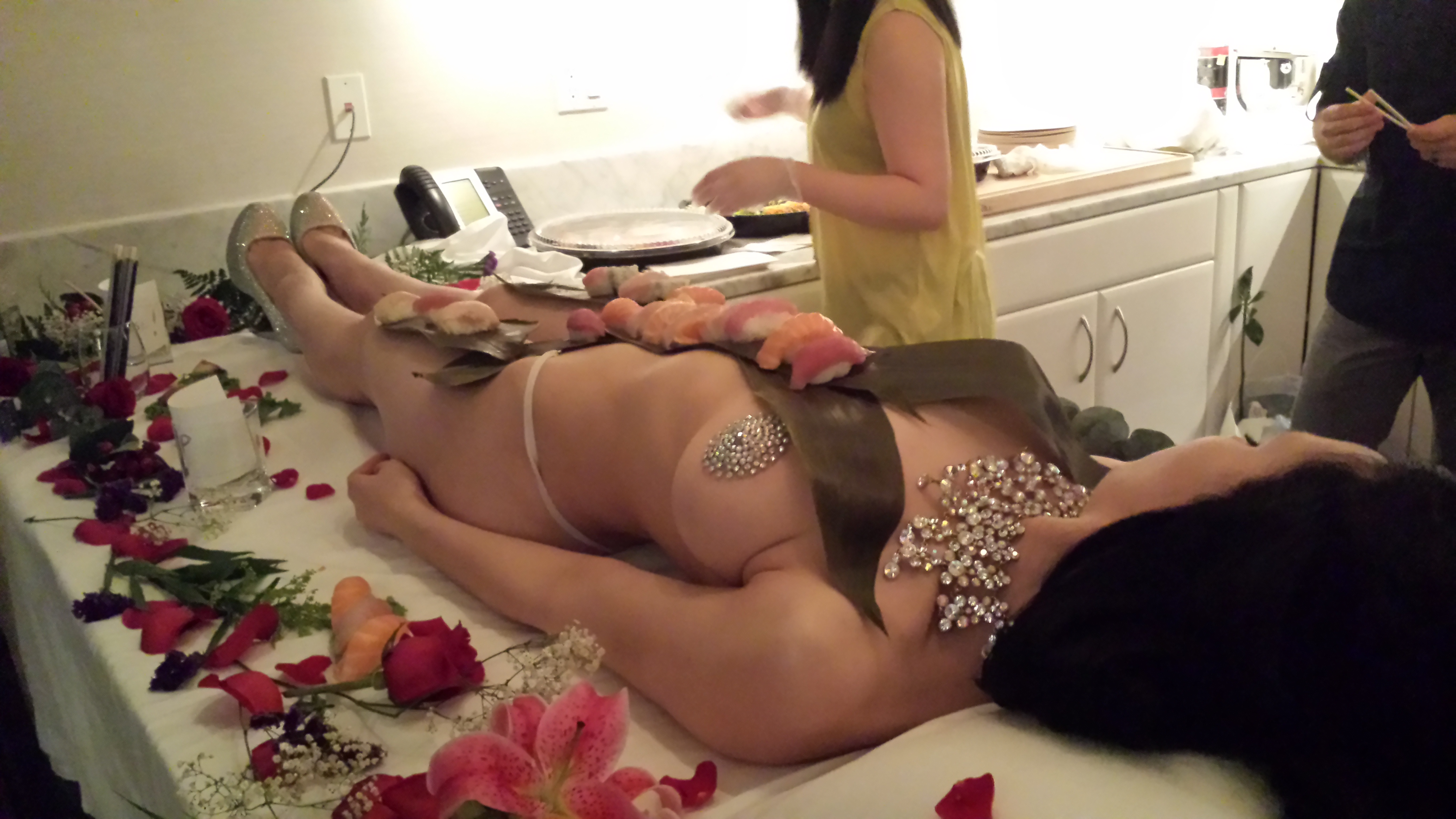
In nyotaimori wordt het lichaam van een naakte vrouw gebruikt om eten te serveren

Nyotaimori (女体盛り, "sushi op het naakte lichaam van een vrouw serveren"), ook wel "lichaamssushi", is het Japanse gebruik om sashimi of sushi te serveren op het naakte lichaam van een vrouw. Nantaimori (男体盛り) is de mannelijke variant.

## Geschiedenis
De oorsprong van nyotaimori is terug te leiden naar het voedselspel van wakamezake dat werd opgevoerd in yūkaku tijdens de Edoperiode, waar sake in de schaamstreek van een sekswerker werd gegoten om te drinken. Gevoed door de economische groei van Japan in de jaren zestig, werd deze praktijk verder ontwikkeld door de warmwaterbronnenindustrie (onsen) in de prefectuur Ishikawa, waar de erotische aard van nyotaimori werd gebruikt als reclametactiek door de resorts om zo mannelijke klanten aan te trekken die op zakenreis waren in de regio. De nyotaimori-praktijk nam af naarmate familie- en privéreizen naar de onsenbestemmingen in de jaren tachtig steeds populairder werden en vervolgens door horeca- en seksinrichtingen als een exotische attractie werd overgenomen.
Vanwege het ontbreken van primaire bronnen bleven de misvattingen over de oorsprong van nyotaimori bestaan toen de praktijk internationaal bekend werd in de popcultuur.

## Gebruiken
In traditionele nyotaimori wordt over het algemeen van het model verwacht dat het te allen tijde stil ligt en meestal niet met gasten praat. De sushi wordt op ontsmette bladeren op het lichaam van het model geplaatst om huid-op-vis contact te voorkomen. De bladeren worden op vlakke delen van het lichaam geplaatst zodat de sushi niet van het lichaam kan rollen. Nyotaimori wordt beschouwd als een kunstvorm.
Gewoonlijk worden champagne en sake geserveerd in naakte sushi-restaurants. Gasten moeten respectvol zijn en het strengste decorum in acht nemen. Praten met de modellen wordt ten zeerste afgeraden. Ongepaste gebaren of opmerkingen worden niet getolereerd en eters kunnen sushi alleen met stokjes afhalen, hoewel de regels in sommige restaurants minder streng zijn. In sommige restaurants kunnen gasten bijvoorbeeld nori-rolletjes van tepels knabbelen als ze dat zouden willen. 

## Buiten Japan

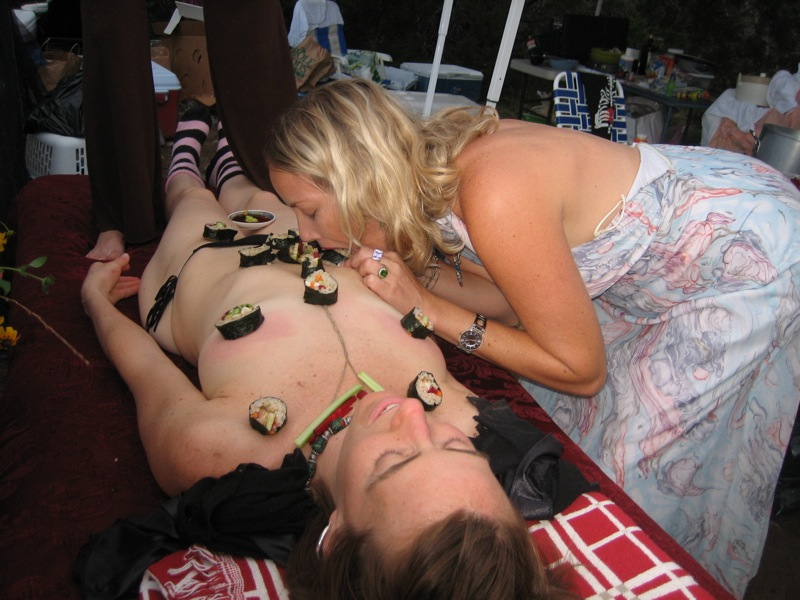
Gast eet sushi rechtstreeks van het lichaam van een model op het Burning Flipside-evenement, VS, 2007

De praktijk wordt vaak als decadent, vernederend, wreed, verouderd, objectiverend en seksistisch omschreven.
Verschillende landen hebben de praktijk verboden. In 2005 verbood China nyotaimori op naakte lichamen vanwege volksgezondheidsredenen en morele kwesties.